# Ebenavia
Ebenavia Boettger, 1877 è un genere di piccoli sauri della famiglia dei Gekkonidi, che comprende due specie diffuse in Madagascar e in alcune isole dell'Oceano Indiano vicino alle coste africane.

## Biologia
Sono gechi notturni e arboricoli, si nutrono di insetti.

## Tassonomia
Il genere Ebenavia comprende due sole specie:
- Ebenavia inunguis Boettger, 1878
- Ebenavia maintimainty Nussbaum & Raxworthy, 1998

## Distribuzione e habitat
Ebenavia maintimainty è un endemismo ristretto al Madagascar sud-occidentale, mentre Ebenavia inunguis è presente oltreché in Madagascar anche nelle isole Comore, nell'isola di Pemba (Tanzania) e a Mauritius.